# D.J. Campbell (giocatore di football americano)
Darion Lamar Campbell Jr. (Las Vegas, 24 luglio 1989) è un giocatore di football americano statunitense che gioca nel ruolo di safety per i Miami Dolphins della National Football League (NFL). Fu scelto nel corso del settimo giro (216º assoluto) del 2012 dai Carolina Panthers. Al college ha giocato a football a California.

## Carriera professionistica

### Carolina Panthers
Campbell fu scelto nel corso del settimo giro del Draft 2012 dai Carolina Panthers. Nella sua stagione da rookie disputò 5 partite, 5 delle quali come titolare, mettendo a segno 12 tackle.

### Miami Dolphins
Il 18 ottobre 2013, Campbell firmò con la squadra di allenamento dei Miami Dolphins. L'11 novembre fu promosso nel roster attivo, terminando la stagione con 4 presenze e 3 tackle.

## Vittorie e premi
Nessuno

## Statistiche
| Partite totali      | 7  |
| Partite da titolare | 4  |
| Tackle              | 15 |
| Sack                | 0  |
| Intercetti          | 0  |

Statistiche aggiornate alla stagione 2013